# Pussy (canción de Rammstein)
«Pussy» (palabra vulgar en inglés para referirse a la vulva) es el primer sencillo del álbum Liebe ist für alle da (2009) de la banda de música industrial alemana Rammstein. Se trata del primer sencillo del grupo en alcanzar la primera posición en la lista de ventas de Alemania.

## Letra
Pussy está escrita en una mezcla de alemán e inglés. Cada una de las dos estrofas de que consta el tema se inicia con valoraciones sobre la importancia del tamaño del miembro viril. Posteriormente se enumeran conceptos asociados al estereotipo del alemán en el extranjero: así, entre otros, se cita a la compañía automovilística Mercedes-Benz, las Autobahnen o el Fahrvergnügen ("placer por la conducción", referencia al eslogan de una campaña publicitaria de Volkswagen en Estados Unidos a finales de los años 1980). En la segunda estrofa siguen apareciendo clichés similares, pero se añaden a estos evidentes connotaciones sexuales; por ejemplo, se habla de emprender la Blitzkrieg con el "fusil de carne" y se insta a una mujer a introducir Bratwurst en su Sauerkraut.
El estribillo de la canción, compuesto íntegramente en inglés, hace uso de un lenguaje explícito y malsonante. Finalmente, termina constatando la dificultad que, a juicio del letrista, existe para tener sexo en Alemania.
La letra es ambigua y acepta varias posibles interpretaciones, pudiendo ser desde una exaltación de la pornografía hasta una crítica al turismo sexual. En varias entrevistas, los integrantes de Rammstein han declinado aclarar el tema de la canción:

No quiero comentar los textos. Somos músicos de metal y no educadores políticos, la gente debe pensar por sí misma. No les damos nada masticado, sólo algo para que puedan darle vueltas. No se puede pensar que los fans son tontos.
Christian Lorenz

El bajista de la banda interpreta la canción como un medio de ridiculizar la euforia nacionalista:

Pussy para mí se dirige contra este ambiente eufórico que hay en Alemania, con todos sus ondeadores de banderas. Queríamos representar de forma exagerada lo bochornoso de este ambiente.
Oliver Riedel

## Vídeo musical
El vídeo de Pussy fue dirigido por Jonas Åkerlund, con quien la banda ya había trabajado anteriormente en el video de Mann gegen Mann. Se estrenó el 16 de septiembre de 2009 en un portal pornográfico.
Filmado en un burdel del barrio berlinés de Charlottenburg, el videoclip intercala imágenes de Rammstein tocando y fragmentos de seis vídeos pornográficos. En cada uno de estos, se ha sustituido la cara del actor protagonista por la de uno de los integrantes de la banda. De este modo, Till Lindemann aparece caracterizado como un playboy, Paul Landers como un vaquero o Christian Lorenz como un hermafrodita. A medida que avanza el metraje, las escenas sexuales se vuelven cada vez más explícitas, hasta que los integrantes de Rammstein terminan eyaculando. Lorenz asegura que la idea del vídeo surgió años atrás.
Según el guitarrista Richard Kruspe, el videoclip fue visitado más de seis millones de veces en su primera semana en internet y 12 millones en las dos primeras semanas. Distintos medios internacionales se han hecho eco del polémico vídeo.

## Contenido del sencillo
Sencillo en CD
- "Pussy" (03:48)
- "Rammlied" (05:19)

Se prepararon tres ediciones para en el mercado europeo:
- Digipack - 2 tracks (incluye póster)
- Vinyl 12" Edición limitada Blue Viagra
- Vinyl 7" Edición limitada[16]

En los Estados Unidos fue lanzado exclusivamente en formato iTunes el 22 de septiembre.

## Posición en las listas de sencillos
| Lista (2009)                          | Mejor posición |
| ------------------------------------- | -------------- |
| Alemania (Offizielle Deutsche Charts) | 1              |
| Austria (Ö3 Austria Top 40)           | 4              |
| Bélgica (Flandes) (Ultratop 50)       | 34             |
| Bélgica (Valonia) (Ultratop 50)       | 40             |
| Dinamarca (Tracklisten)               | 37             |
| Europa European Hot 100               | 6              |
| Finlandia (OFC)                       | 1              |
| Francia (SNEP)                        | 13             |
| Noruega (VG-lista)                    | 16             |
| Países Bajos (Mega Single Top 100)    | 43             |
| Reino Unido (UK Singles Chart)        | 95             |
| Reino Unido (UK Rock Chart)           | 2              |
| Suecia (Sverigetopplistan)            | 22             |
| Suiza (Schweizer Hitparade)           | 12             |